# Nkeiru Okoye
Nkeiru Okoye (nascuda el 18 de juliol, 1972) és una compositora i música estatunidenca. Ha compost moltes obres basades en la història estatunidenca, com ara Harriet Tubman: When I Crossed That Line to Freedom, Invitation to a Die-In i The Journey of Phillis Wheatley.

## Biografia
Nkeiru Okoye va néixer el 18 de juliol de 1972 i va créixer a Nova York. La seva mare és àfrico-americana i el seu pare era nigerià, membre del grup ètnic Igbo. Durant la seva infantesa, va passar temps tant als Estats Units com a Nigèria. Okoye va aprendre a tocar piano als 8 anys, i va començar escriure música als 13. Durant la seva etapa escolar va assistir a la "Divisió Preparatòria" de l'Escola de Manhattan de Música. Quan els seus pares es van separar, Okoye i la seva germana gran van anar a viure amb la seva mare a Long Island. Va assistir a l'Oberlin Conservatory of Music d'Ohio, on es va garudar al 1993. Un cop finalitzà la carrera, va estudiar amb el seu mentor, Noel Da Costa, a la Universitat Rutgers. El seu debut com a compositora el va fer a Rutgers l'any 1999, on va dirigir la seva obra The Creation, amb Danny Glover que narrava les parts claus de l'obra.

## Obres
Okoye va escriure una de les seves obres més cèlebres. Voices Shouting Out, l'any 2002, encarregada pel mestre Wes Kenney i la Virginia Symphony Orchestra.
L'any 2005, Okoye col·labora amb Carolinia Herron per escriure una obra per orquestra basada en la vida de Phillis Wheatley titulada The Journey of Phillis Wheatle. Okoye va utilitzar moltes influències de la música de Ghana per aquest encàrrec.
El 2014, l'obra When I Crossed That Line to Freedom va ser estrenada per l'American Opera Projects. L'òpera escenifica la vida dels africans esclavitzats que viuen a les plantacions del sud. Okoye va rebre una beca de la National Endowment for the Arts per ajudar-la a completar l'obra. La seva òpera no només destaca la vida de Harriet Tubman, sinó que també ho fa amb altres com William Still i Samuel Green. Okoye, sobre l'elecció de Tubman com a tema, va dir: "Volia escriure una òpera sobre una dona que va fer grans coses i va sobreviure". L'òpera inclou el seu cicle de cançons independents de 2006, "Songs of Harriet Tubman".
La seva obra, Invitation to a Die-In (2017) va ser encarregada i estrenada pel director Ng Tian Hui i la Mount Holyoke Symphony Orchestra. Una segona actuació va ser amb la University City Symphony Orchestra el 2018. Invitation to a Die-In va ser una comissió en memòria de Trayvon Martin i d'altres joves negres que han perdut la vida a causa de la violència. El text d'Invitation el va escriure David Cote i la interpretació de l'obra inclou percussió imitant trets i membres de l'orquestra que cauen com si haguessin estat colpejats.
Pel 250è aniversari de la fundació de Charlotte (Carolina del Nord), la Charlotte Symphony Orchestra va encarregar Okoye escriure una obra orquestral per commemorar la història de la ciutat. La peça, reflectint la diversitat de la història de la ciutat i de 12 minuts de duració i porta com a títol Charlotte Mecklenburg. Charlotte Mecklenburg també referencia una víctima de violència policial, amb la secció de percussió representant Keith Lamont Scott.

## Premis i presentacions
La seva música ha estat presentada al "International Consortium for Music of Africa and its Diaspora" (a la Universitat d'Oxford, Regne Unit), "Dialogue Between China and Africa in Music", "Halim el-Dabh Symposium" (al Conservatori de música de Pequín, República Popular de la Xina), l'"Athena Festival of Women in Music "(Murray, KY), el "Gateways Festival" (Eastman School of Music, Rochester (Nova York)); i conferències de la College Music Society, National Association of Schools of Music, The African American Art Song Alliance i la National Association of Teachers of Singing.

## Llistat d'obres

### Veu
- Harriet Tubman: When I Crossed that Line to Freedom
  - You Think it Over (character Rachel)

- Songs of Harriet Tubman
  - I Am Harriet Tubman
  - I am Moses, the Liberator
  - My Name is Araminta
  - My Name is Harriet Now
  - Twenty Eight Bathers

### Orquestra
- Black Bottom
- Briar Patch
- Charlotte Mecklenburg
- Harriet Tubman, opera
- Invitation to a Die-In
- Songs of Harriet Tubman
- The Journey of Phillis Wheatley
- Voices Shouting Out